# Різальний інструмент

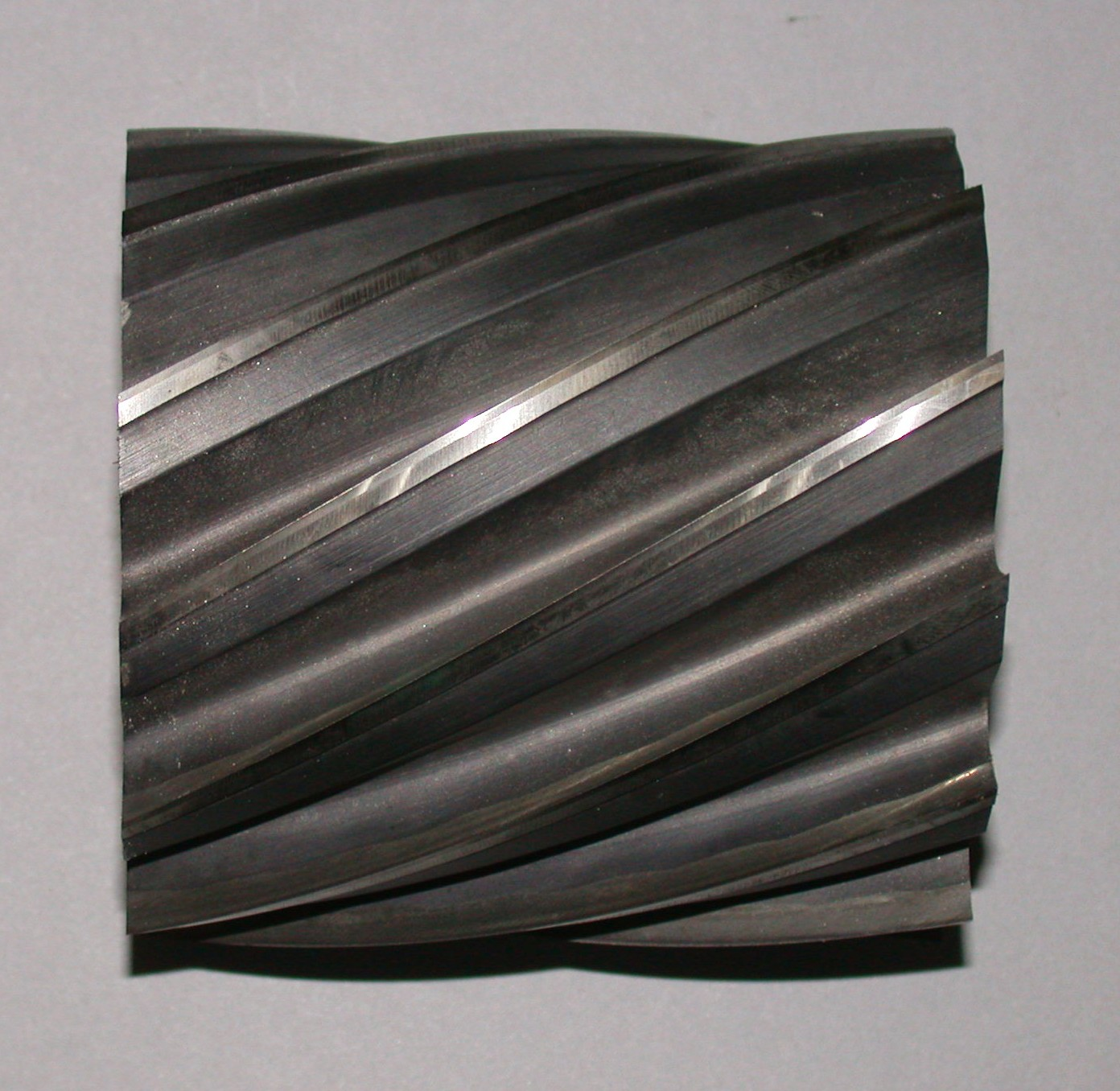
Фреза циліндрична суцільна, виготовлена зі швидкорізальної сталі

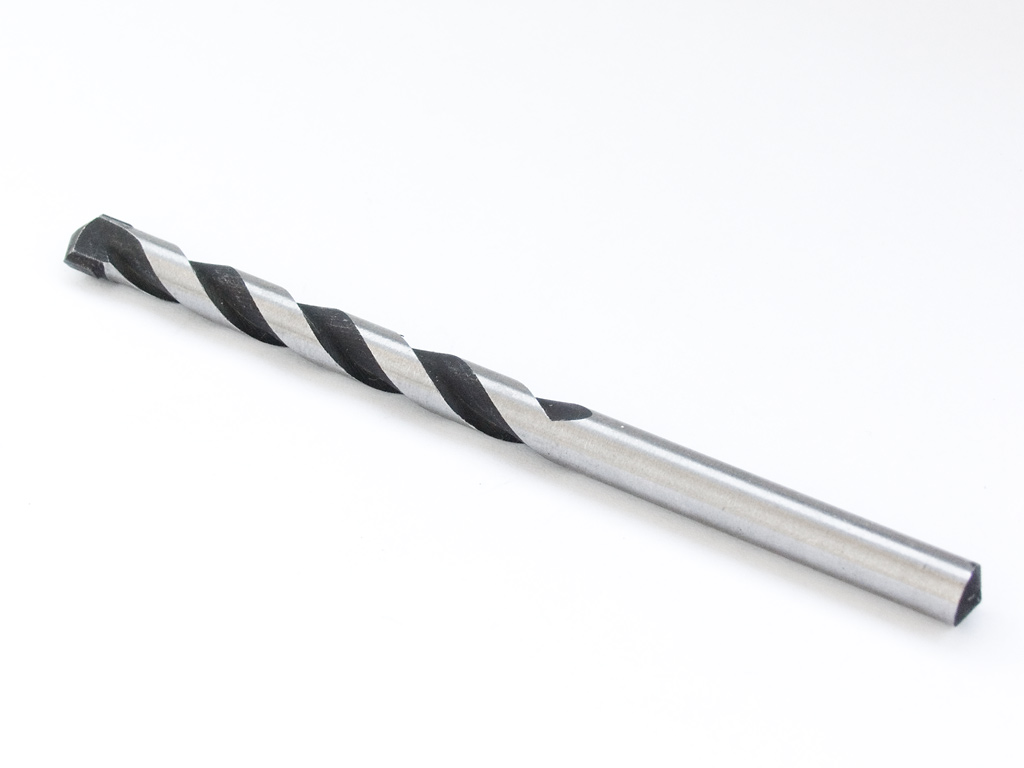
Свердло циліндричне суцільне

Рі́зальний інструме́нт — інструмент, призначений для зміни форми та розмірів заготовки шляхом видалення частини матеріалу у вигляді стружки, або шламу, тобто різальний інструмент використовується для оброблення матеріалів різанням.

## Класифікація
Різальний інструмент відповідно до ДСТУ 2233-93 Інструменти різальні. Терміни та визначення складається:
- з корпуса(державки) — частини різального інструмента, який несе на собі всі його елементи;
- кріпильної частини для встановлення та/або кріплення в технологічному обладнанні або пристосуванні та леза інструмента — клиноподібного елемента різального інструмента для проникнення в матеріал заготовки і видалення шару матеріалу.

Поділяються:
- за типом застосування — ручні, станочні, будівельні, монтажний, і т. д.
- за типом матеріалу, що підлягає обробці — металорізальний, дереворізальний тощо,
- за типом матеріалу, що застосовується — швидкорізальні, твердосплавні, і т. д.,
- за типом деталі, що підлягає обробці — зуборізний, різьбоутворюючий, і т. д.,
- за характером обробки — абразивний, шліфувальний, і т. д.

## Основні види різального інструменту
1. Інструмент токарної групи. В основному це різці.
2. Інструмент фрезерної групи. В основному це фрези.
3. Інструмент для обробки отворів. Це свердла, зенкери, розвертки, зенковки.
4. Різьбонарізний інструмент. Це мітчики, плашки.
5. Зубообробний інструмент. Це довбяки, черв'ячні фрези та інше.
6. Протяжний інструмент. Це протяжки, прошивки і т. д.

## Інструментальні матеріали
Інструментальними є матеріали, основне призначення яких — оснащення робочої частини інструментів.
1. Інструментальні сталі:
  - Вуглецеві сталі;
  - Леговані сталі;
  - Швидкорізальні сталі.
2. Тверді сплави.
3. Надтверді матеріали.
4. Мінералокераміка.

### Інструментальні сталі
- Вуглецеві інструментальні сталі позначаються літерою У. Цифра показує масовий вміст вуглецю в сталі, помножене на 10. У сталі У10 вміст вуглецю становить 1 %. Буква А — високоякісна сталь з пониженим вмістом домішок. Застосовуються для інструменту, що працює з невеликою швидкістю — наприклад для напилків.

Приклад вуглецевих інструментальних сталей: У7, У7А до У13, У13А.
Твердість після термообробки: 58-63 HRC.
Теплостійкість: 200—220°С.
Застосування: напилки, зубила, ручні мітчики, тобто інструмент, що працює з невеликою швидкістю.
- Леговані інструментальні сталі позначаються цифрою, що характеризує масове вміст вуглецю в десятих частках відсотка (якщо цифри немає, то вуглецю 1 %), за якою слідують літери, що відповідають легуючим елементам (Г-марганець, Х-хром, С-кремній, В- вольфрам, Ф-ванадій) і цифри, що позначають елементи у відсотках. Наприклад, в сталі 9ХС: 0.9 % — вуглецю, 1 % — хрому, 1 % — кремнію. Останнє: залізо і домішки.

Твердість після термообробки: 63-66 HRC.
Теплостійкість до 250 °C.
Застосування: ручні плашки, різьбові калібри, ручні ножівкові полотна.
- Швидкорізальні сталі позначаються літерами (Р — вольфрам, М — молібден, Ф — ванадій, А — азот, К — кобальт, Т — титан, Ц — цирконій).

Наприклад, сталь марки 11Р3АМ3Ф2 містить: 1.1 % — вуглецю, 3 % — вольфраму, 1 % — азоту, 3 % — молібдену, 2 % — ванадію.
Приклади швидкорізальних сталей: Р18, Р12, Р9, Р6М5, Р6М5К5.
Твердість після термообробки: 63-65HRC.
Теплостійкість: 620—630 °C.
Застосовується для всіх видів різального інструменту, що використовується на верстатах зі швидкістю різання до 20 м/с.

### Тверді сплави
Стандартні марки твердих сплавів складаються з карбідів вольфраму (В), титану (Т), танталу (Т). Як зв'язка використовується кобальт (К).
Наприклад, в сплаві ВК8: 8 % — кобальту і 92 % — карбіду вольфраму.
У сплаві Т5К10: 5 % — карбіду титану, 10 % — кобальту і 85 % — карбіду вольфраму.
Твердість твердих сплавів близько 90 HRA.
Теплостійкість: 800—1000 °C.
Швидкість різання до 200 м/с.
Переважно сплави типу ВК використовуються для обробки сірого чавуну., Кольорових металів і їх сплавів, а також корозійно-стійких важкооброблюваних сталей і сплавів, у тому числі і сплавів титану.
Сплави типу ТК — титано-вольфрамова група сплавів, яка використовується для обробки вуглецевих і легованих сталей, причому з великим вмістом титану (Т30К4) на чистових режимах, а зі збільшеним вмістом кобальту (Т5К12) на чорнових режимах.
Виділено три групи застосовності твердосплавного інструменту:
1. Група Р — для матеріалів, що дають зливну стружку (сталь);

2. Група К — для матеріалів, що дають стружку надлому (чавун);

3. Група М — універсальні сплави.
Кожна група має свій колір маркований: Р — синій, К — червоний, М — жовтий.
Твердосплавні матеріали поставляються в різних видах. Заготовки під напайки регламентовані ГОСТом 25393 — 82. Кожна форма і типорозмір мають свій номер за ГОСТом, що складається з п'яти цифр. При замовленні цих пластин треба вказати номер ГОСТу, який визначає форму, номер конкретної пластини в цьому ГОСТі, а також марку сплаву.
Широко використовуються також змінні багатогранні пластини (СМП). СМП кріпляться на корпусі інструмента механічним способом, наприклад гвинтом через центральний отвір, прихопивши або клином. СМП не перезагострюються після зносу всіх граней, а відправляються на переробку. Переточування СМП не має ніякого сенсу, тому що після переточування зменшуються розміри пластини, а паз на корпусі інструмента розрахований на розміри нової пластини. Заміну СМП можна робити на інструменті, не знімаючи його з верстата. СМП випускаються різних класів допуску: U, G, M, E, C. При замовленні СМП необхідно вказати номер ГОСТу, який визначає форму. Так наприклад пластини різальні, змінні, багатогранні, твердосплавні квадратної форми мають розміри і конструкцію за ГОСТом 19049 — +80. Пластина з гранню 12,7 мм, товщиною 3.18 мм, класу допуску «U» має номер у цьому ГОСТі 03111-120308 або буквене позначення SNUN-120308, причому кожна цифра або літера мають свій сенс. Цифри 03111 або літери SNUN визначають форму пластини і клас допуску. Число 12 означає довжину ріжучої кромки пластини, а саме 12,7 мм, число 03 — товщину пластини 3,18 мм, а 08 — радіус округлення при вершині 0,8 мм.

### Мінералокераміка
Мінералокерамічні інструментальні матеріали мають високу твердість, тепло- і зносостійкість. Їх основою є глинозем Al2O3 (оксидна кераміка) або суміш Al2O3 з карбідами і нітриду (Кермет). Приклад таких матеріалів: ВОК-60, Кортиніт. Твердість до 94 HRA.
Призначення: чистова і напівчистова обробка загартованих сталей (45-60 HRC), чавунів. Швидкість різання до 400 м/с. Мінералокераміка поставляється у вигляді непереточуваних багатогранних пластин, форма і розміри яких визначені ГОСТом 25003 — 81.
Пластини випускаються наступних форм: правильний тригранник, квадрат, ромб з кутом 80°, коло. Кріплення в корпусах інструменту, в основному різців і фрез, відбувається виключно механічним способом, а саме кріпленням зверху, тому що ці пластини не мають отворів.

### Надтверді матеріали
Надтверді матеріали мають високу твердість (до 96 HRA), характеризуються зносостійкістю та низьким коефіцієнтом тертя. Поділяються на матеріали на основі природних і синтетичних алмазів і на основі кубічного нітриду бору. Найкращим для обробки є алмаз. Він і твердий, і зносостійкий, і міцний, але і він має один, але дуже суттєвий недолік: він хімічно активний до заліза, тому сталь ним обробляти не можна. Застосовують алмазний інструмент для шліфування твердих сплавів, заточення і доведення твердосплавного інструменту, виправлення шліфувальних кіл.
Найхарактернішим представником надтвердих матеріалів на основі кубічного нітриду бору є ельбор (або композит 01). Він призначений для чистової обробки загартованих сталей з HRC до 63. Тобто К01 запросто можна обробляти загартовані інструментальні сталі. Композитом також можна шліфувати твердий сплав, тобто заточувати твердосплавний інструмент. Форма і розміри пластин з надтвердих матеріалів визначені ТУ2-035-808-81. Бувають такі форми пластин: круглі, квадратні, ромбічні, тригранні. Кріплення пластин з надтвердих матеріалів, також як і пластин, з мінералокераміки, відбувається тільки механічним способом.

## Деякі інструменти
- Розвертка
- Свердло
- Зенкер
- Фреза
- Різець